# Kan du høre mig Peter?
Kan du høre mig Peter? er en dansk dokumentarfilm instrueret af Hans-Jørgen Poulsen.

## Handling
Denne artikel mangler et handlingsreferat. Hjælp os med at skrive det.